# Marisa Blanes

Marisa Blanes (Alcoy, Alicante) es una pianista española.

## Biografía
Nació en Alcoy, Alicante. Se graduó en el Conservatorio Superior de Música de Valencia, con el premio Fin de Carrera. Posee un doctorado en Música en la Universidad Politécnica de Valencia y logró el Premio Extraordinario a la Investigación de Tesis Doctorales otorgado por el Instituto de Estudios Alicantinos Juan Gil-Albert. También estudió en el Robert Schumann Institut de Dusseldorf.

## Estudios

### Títulos, diplomas y premios académicos
- Título de Funcionario de Carrera. Cuerpo de Profesores de Música y Artes Escénicas. 1995. (Oposición de año 1991 a efectos de antigüedad año 1992).
- Título de Profesor Superior de Piano.
- Título de Profesor Superior de Música de Cámara.
- Título de Doctor. Universidad Politécnica de Valencia.
- Master oficial de Enseñanzas Artísticas.
- Premio de Honor del Conservatorio Superior de Música de Valencia.
- Diploma del Examen Final Artístico (Piano). Conservatorio de Música Oficial de Renania (Alemania). Con Matrícula de honor.
- Diploma de Virtuosismo. Conservatorio de Música Oficial de Renania (Alemania). Con Matrícula de honor.
- Diploma de Grado Elemental de Piano.
- Título de Profesor de Piano. Grado Medio.
- Título de Bachiller.
- Diploma de Francés.
- Certificado – Diploma de Estudios avanzados. UPV.

### Cursos

#### Universidad Politécnica de Valencia
- Metodología del análisis de la música tonal (1999).
- Manuel Palau. Sus canciones y lieder (1999).
- El Barroco musical europeo: Estructura y análisis (1999).
- Contrapunto del Renacimiento (2000).
- Introducción al análisis de la música del siglo XX (2000).
- Aplicación de la prevención de riesgos laborales en los centros escolares (2007).

#### Universidad de Cantabria
- Formas y tiempos de la música (2010)

### Clases magistrales de piano
- PAUL BADURA SKODA (El Escorial – 1990).
- VITALY MARGULIS (Freiburg (Alemania) – 1984).
- JEANNE MARIE DARRÉ (Niza (Francia) - 1981).
- ALEXEY NASSEDKIN Niza (Francia – 1985-1986).

## Docencia

### Profesora de piano por oposición desde el año 1991
- De 1991 a 1994. CULLERA. Conservatorio Profesional de Música.
- De 1994 a 1998. CASTELLÓN DE LA PLANA. Conservatorio Superior de Música.
- De 1998 a 2013. VALENCIA. Conservatorio Superior de Música "Joaquín Rodrigo".
- De 2013 a 2016. ALCALÁ DE HENARES, Conservatorio Profesional de Música.
- 2016 - 2021. VALENCIA. Conservatorio Superior de Música "Joaquín Rodrigo". Cátedra de Piano.

### Cursos impartidos

#### Generalitat Valenciana. CEFIRE
- La música: Taller interdisciplinar con otras artes y disciplinas (2007).
- Improvisar-Expresar-Crear: Una experiencia lúdica y educativa (2008).
- Shostakovich. Preludios y Fugas Op. 87(2008).
- La expresión de la poesía a través de la música y de las artes plásticas (2009).
- Análisis musical. Monografía. Shostakovich(2009).
- Carlos Palacio y la Generación del 27: la forma breve en el repertorio pianístico español del  S XX (2011).
- La tonalidad desde el oído de Beethoven. Reflexiones en torno a la creación musical del siglo XIX (2012).

#### Instituto Superior de Enseñanzas Artísticas. Conservatorio Superior de Música de Valencia
- Los 24 Preludios y Fugas Op. 87 de D. Shostakovich (2010)

Conservatori Superior de Música “Salvador Seguí”, Castellón
- Conferencia - Concierto: La composición femenina en el s XX/XXI (2022)

## Investigación

### Dirección de Tesis Doctorales
- Leopoldo Magenti y su aportación a la música escénica. Tesis doctoral por Joaquín Jericó. Facultad de Filosofía de la Universidad de Valencia. 2009. Secretaria del Tribunal de Tesis Doctoral
- La música para piano de Joan María Thomas. Tesis doctoral por Bartomeu Jaume Bauzá. Facultad de Filosofía de la Universidad de Valencia. 2005. Dirección de trabajos de investigación. Facultad de Bellas Artes (DCADHA) de la Universidad Politécnica de Valencia.
- La Fuga en los 24 Preludios y Fugas Op.87 de Dimitri Shostakovich. Trabajo de investigación por Tomás Gilabert. 2008.
- La música de cámara instrumental de Ángeles López Artiga. Trabajo de investigación de D. José Madrid Giordano. 2008.
- Expresión de una generación intelectual cubana (1987-1992). Diana María Ilzarbe González, 2009.
- Premio a la investigación "Tesis doctorales". Otorgado por el Instituto Alicantino de Cultura. Diputación Provincial de Alicante (2005).

## Publicaciones

### Libros
- La obra pianística de Amando Blanquer. Editorial: Universidad Politécnica de Valencia (2005).
- Amando Blanquer: Vida y obra. Editorial: Instituto Alicantino de Cultura Juan Gil Albert (2006).
- Carlos Palacio. España en mi corazón. Editorial: Editorial Alpuerto. Madrid (2010).

### Revistas. Artículos
- El tango y la habanera en la música española. EL SALT Editorial: Instituto Alicantino de Cultura Juan Gil Albert (2004)
- 99Ruperto Chapí. Más que un compositor de Zarzuelas EL SALT. Instituto Alicantino de Cultura Juan Gil Albert (2004)

## Premios
- Premio a la investigación “Tesis doctorales” – Otorgado por el Instituto Alicantino de Cultura. Diputación Provincial de Alicante (2005).
- Premio Unión Musical Española (1980).
- Richard-Wagner-Stipendienstiftung (Beca)-1986.
- Alexander  von Humboldt-Stiftung (Beca)-1986.
- Premio a la trayectoria profesional consolidada en el mundo de la cultura. (2021)
- Premio Nou d’Octubre a la cultura. Ayuntamiento de Alcoy (2021)

## Documentos discográficos

### Intérprete – piano solista
- Monográfico Luis Blanes. SOMAGIC. Valencia, 1995.
- Enrique Granados. Obras para piano. ART DEL SO. Valencia, 2004.
- Amando Blanquer. Obras para piano. m.l. projectes i edicions musicals. Valencia 2005.
- El piano romántico. ART DEL SO. Valencia 2006.
- Carlos Palacio. España en mi corazón. ART DEL SO. Valencia, 2007.
- Tangos y Habaneras en la música española. Several Records. Madrid, 2012.
- Shostakovich. 24. Preludios y fugas opus 87 (Vol 1,2 y 3)IBS Classical. Valencia, 2015

### Intérprete en grupo (Música de cámara)
- Johannes Brahms. Sonatas para piano y clarinete Op 120 ns.1-2 (1990).
- Monográfico Luis Blanes. SOMAGIC. Valencia, 1995.
- French Chamber Music for Winds. Francis Poulenc: Sexteto. Arcobaleno. Bélgica 2002
- Mare nostrum. Música española para violín y piano. Anabel G. del Castillo (violín) – Marisa Blanes (piano). ART DEL SO. Valencia, 2005.
- Trío Romàntic. Obras para voz, clarinete y piano. Marta Matéu (soprano) – Joseph Vicent Arnau (clarinete) – Marisa Blanes (piano). MEDIAREC- 003. Tarragona, 2006.
- Melólogos en honor de Santa Teresa. Marisa Blanes (Piano), Manuel Galiana (Recitador). IBS Classical. Valencia, 2015.

## Currículum artístico
Como pianista, Marisa Blanes ha desarrollado una dilatada carrera concertística en todos los ámbitos de solista en numerosos recitales y con orquesta, así como en la modalidad de la música de cámara (dúos, tríos cuartetos, quintetos sextetos de diferente estructura instrumental).
Desde su formación en el Conservatorio Superior de Música de Valencia, culminada con el Premio “Fin de carrera” y perfeccionada en el Robert Schumann Institut de Dusseldorf con David Levine recibiendo “Summa cum Laude” a su virtuosismo pianístico, así como en la disciplina de Música de Cámara en la Escuela Superior de Música de Colonia con el Cuarteto Amadeus, Marisa Blanes incorpora las enseñanzas de grandes maestros (Jeanne Marie Darré, Aldo Ciccolini, Vitali Margulis, Alexei Nassedkin y Paul Badura Skoda…) para desarrollar una carrera pianística destacada en los medios nacionales e internacionales.
Son numerosas sus grabaciones discográficas que van desde Brahms y Liszt hasta Granados y Poulenc, atendiendo preferentemente el repertorio pianístico y camerístico de los compositores españoles (Falla, Mompou, Montsalvatge, Rodrigo, García Abril, Marco, Turina, Cruz de Castro y muchos otros), destacando sus integrales dedicadas a los compositores alicantinos Amando Blanquer, Carlos Palacio y Luis Blanes.
El prestigio pianístico alcanzado por Marisa Blanes viene refrendado por una intensa actividad en el ámbito de la docencia (Conservatorios de Castellón, Valencia, Alcalá de Henares…) y muy especialmente en el marco de la investigación musicológica, avalada por su “Doctorado musical” en la Universidad Politécnica de Valencia y el “Premio Extraordinario a la Investigación de Tesis Doctorales” concedido por el Instituto de Estudios Alicantinos “Juan Gil-Albert”, destacando sus publicaciones (La obra pianística de Amando Blanquer (Valencia, 2005. Ed. UPV), Amando Blanquer: vida y obra (Alicante, 2006. IEAJG), Carlos Palacio – España en mi corazón (Madrid, 2011. Ed. Alpuerto).
La actividad camerística es también muy sobresaliente en la vida profesional de Marisa Blanes y en la actualidad colabora asiduamente con prestigiosos intérpretes (Herold Quartet de Praga, el violinista Mario Hossen, la mezzosoprano Marina Rodríguez Cusí y el actor Manuel Galiana). En sus conciertos como solista exhibe el repertorio tradicional de la música universal junto al repertorio contemporáneo de la música española especialmente, estrenando habitualmente obras de compositores españoles, algunas de las cuales han sido escritas y dedicadas a ella (Tomás Marco, José Luis Turina, Claudio Prieto, César Cano, Carlos Cruz de Castro, Antonio Noguera, Esteban Sanz).
Es de referencia su versión de los 24 Preludios y Fugas Op. 87 de Dimitri Shostakovich grabada  en la Sala Manuel de Falla del RCSM de Madrid.